# Mercedes-Benz Travego

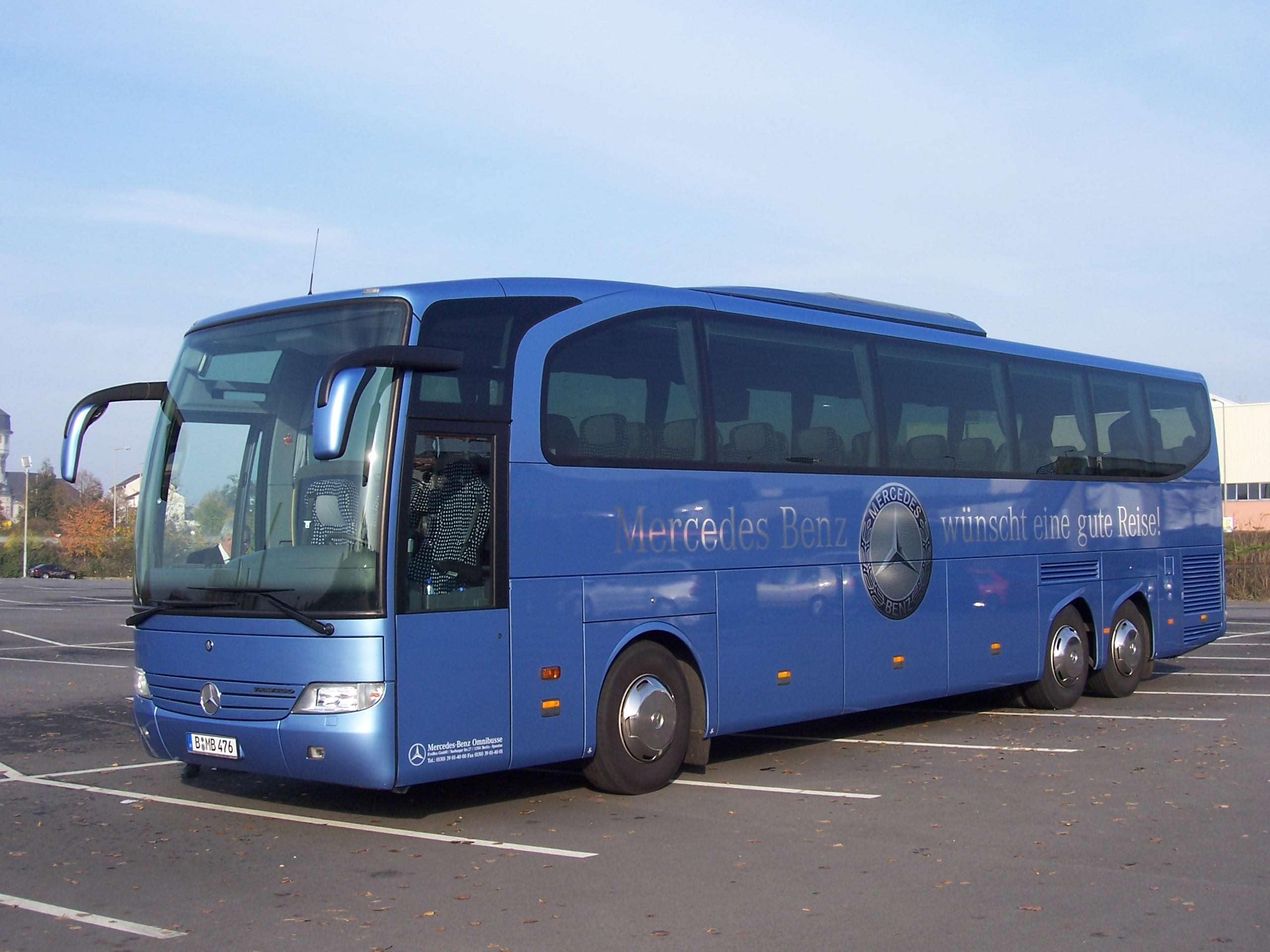
Mercedes-Benz Travego der ersten Generation

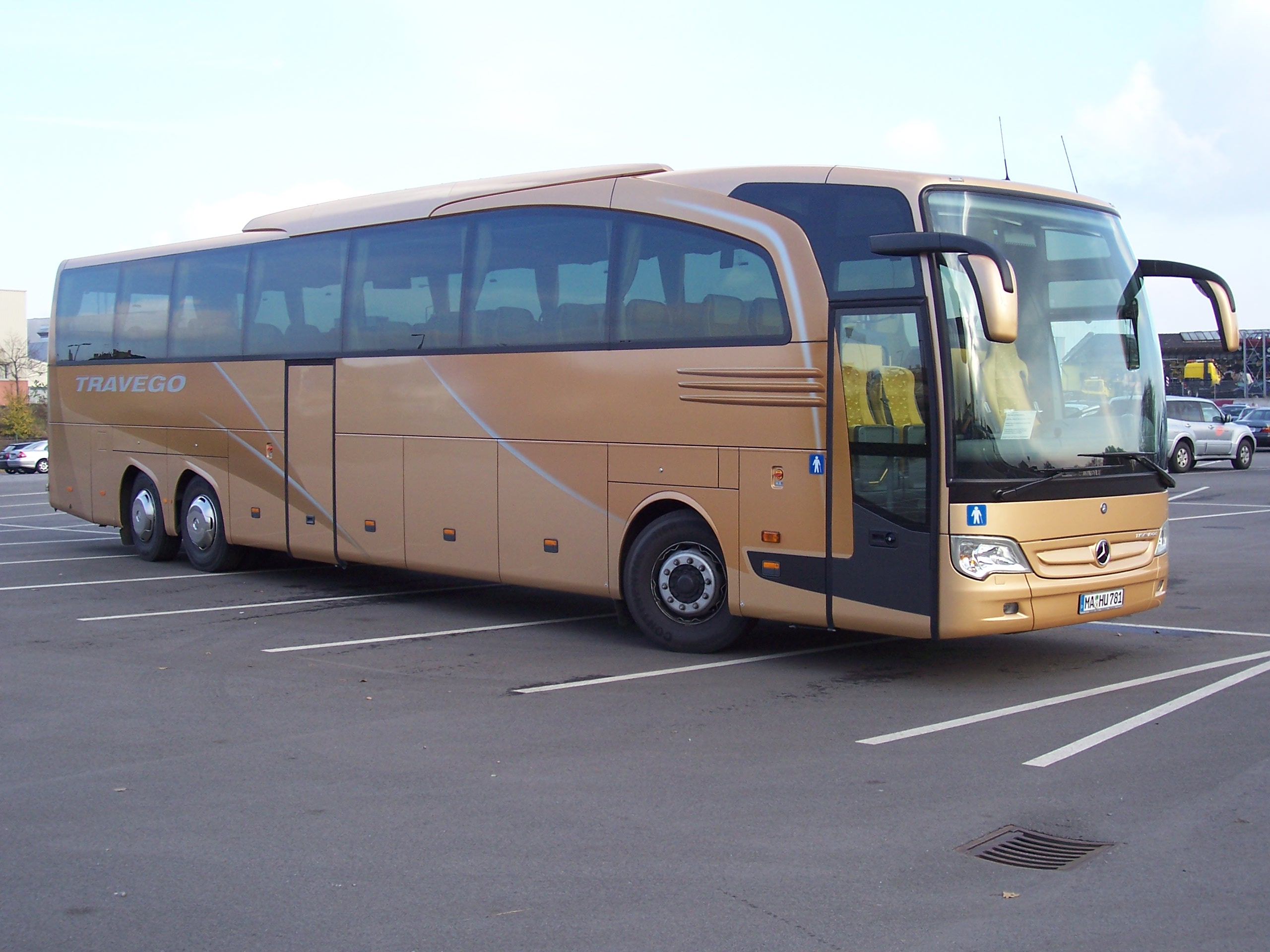
Mercedes-Benz Travego der zweiten Generation

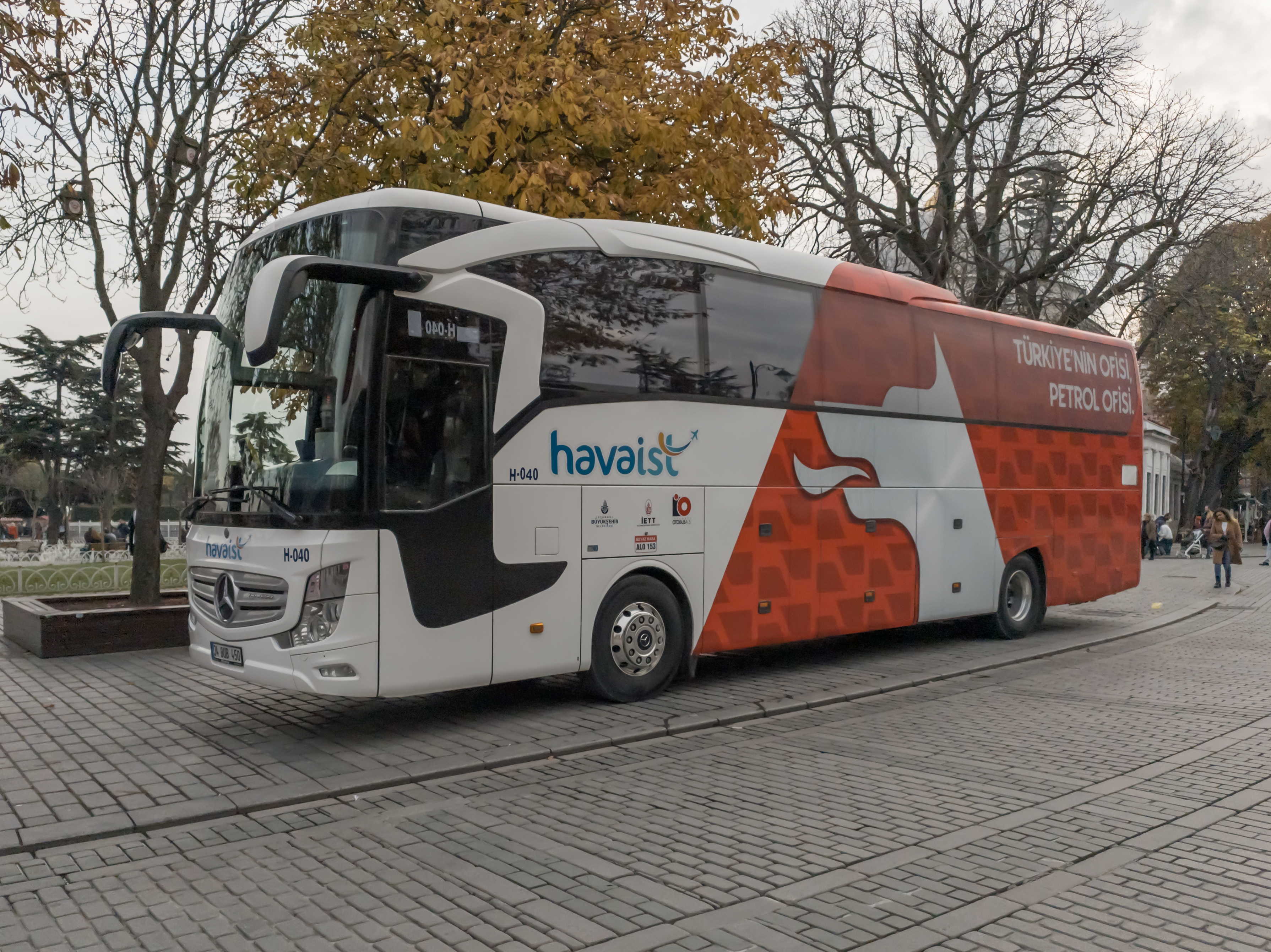
Travego der dritten Generation

Der Mercedes-Benz Travego (Typenbezeichnung: O 580) ist ein Reisebus der Daimler Truck AG bzw. ihrer Tochterfirma EvoBus, der als Nachfolger des Mercedes-Reisebusses O 404 ab 1999 gebaut wurde. Der Travego ist das Topmodell der Mercedes-Benz-Omnibus-Flotte. 2005 wurde die zweite Generation des Travego, der Travego 2.0 (Baureihe 632), vorgestellt.
Es werden drei Varianten des Travego 2.0 für den westeuropäischen Markt angeboten: Travego, Travego M und Travego L, jeweils als RHD (Reisehochdecker). Speziell für den türkischen Markt gibt es noch den Travego SHD (Superhochdecker) mit einer Höhe von 3,97 m als Travego und Travego L.
Gebaut wird der Travego in den EvoBus-Werken Neu-Ulm, Mannheim  und Hoşdere, einem der modernsten Omnibuswerke der Welt in der Türkei. Mit der Einführung des Sondermodells Edition 1 im Jahr 2012 wurde der Travego auf die Abgasnorm Euro VI umgestellt.
Ein an den Travego angelehntes Modell mit kürzerem Radstand war der in Portugal produzierte Mercedes-Benz Tourino, welcher durch eine Kurzversion des Mercedes-Benz Tourismo ersetzt wurde.
2018 wurde der Vertrieb des Travego in Westeuropa zugunsten des neuen Tourismo eingestellt.

## Technische Daten des Travego 2.0
|                                                                  | Travego RHD | Travego RHD-M | Travego RHD-L |
| ---------------------------------------------------------------- | --- | --- | --- |
| Länge                                                            | 12,18 m | 13,00 m | 14,03 m |
| Breite                                                           | 2,55 m | 2,55 m | 2,55 m |
| Höhe (inkl. Klimaanlage)                                         | ca. 3,75 m | ca. 3,75 m | ca. 3,75 m |
| Achsen                                                           | 2 | 3 | 3 |
| Radstand Vorderachse-Antriebsachse                               | 6,08 m | 6,08 m | 7,11 m |
| Radstand Antriebsachse-Nachlaufachse                             | – | 1,35 m | 1,35 m |
| Reifengröße                                                      | 295/80 R 22,5 (Doppelreifen auf der Antriebsachse) | 295/80 R 22,5 (Doppelreifen auf der Antriebsachse) | 295/80 R 22,5 (Doppelreifen auf der Antriebsachse) |
| Überhang vorne                                                   | 2,80 m | 2,80 m | 2,80 m |
| Überhang hinten                                                  | 3,30 m | 2,77 m | 2,77 m |
| Böschungswinkel vorne                                            | 7,65° | 7,65° | 7,65° |
| Böschungswinkel hinten                                           | 6,9° | 8,3° | 8,3° |
| Wendekreis                                                       | ca. 21,11 m | ca. 21,32 m | ca. 23,80 m |
| Spurkreis                                                        | 16,95 m | 17,16 m | 19,63 m |
| Serienmotor                                                      | Mercedes-Benz OM 457 LA | Mercedes-Benz OM 457 LA | Mercedes-Benz OM 457 LA |
| Hubraum Serienmotor                                              | 11.967 cm³ | 11.967 cm³ | 11.967 cm³ |
| Zylinder/Anordnung Serienmotor                                   | 6/in Reihe, stehend | 6/in Reihe, stehend | 6/in Reihe, stehend |
| Leistung Serienmotor                                             | 315 kW / 428 PS | 315 kW / 428 PS | 315 kW / 428 PS |
| Max. Drehmoment bei Nenndrehzahl Serienmotor                     | 2100 Nm bei 1100/min | 2100 Nm bei 1100/min | 2100 Nm bei 1100/min |
| EU-Abgasnorm Serienmotor                                         | Euro V | Euro V | Euro V |
| Zweiter Motor (Sonderausstattung)                                | – | Mercedes-Benz OM 502 LA | Mercedes-Benz OM 502 LA |
| Hubraum zweiter Motor                                            | – | 15.930 cm³ | 15.930 cm³ |
| Zylinder/Anordnung zweiter Motor                                 | – | 8/V-Anordnung, stehend | 8/V-Anordnung, stehend |
| Leistung zweiter Motor                                           | – | 350 kW / 476 PS | 350 kW / 476 PS |
| Max. Drehmoment bei Drehzahl zweiter Motor                       | – | 2100 Nm bei 1080/min | 2100 Nm bei 1080/min |
| EU-Abgasnorm zweiter Motor                                       | – | Euro V | Euro V |
| Seriengetriebe                                                   | 6-Gang Mercedes-Benz GO 210, manuell servounterstützt | 6-Gang Mercedes-Benz GO 210, manuell servounterstützt | 6-Gang Mercedes-Benz GO 210, manuell servounterstützt |
| Zweites Getriebe (Sonderausstattung), beim zweiten Motor „dabei“ | – | 8-Gang Mercedes-Benz GO 240-8 MPS, automatisiertes Schaltgetriebe | 8-Gang Mercedes-Benz GO 240-8 MPS, automatisiertes Schaltgetriebe |
| Bremsanlage                                                      | Elektronisches Bremssystem (EBS) mit Scheibenbremsen | Elektronisches Bremssystem (EBS) mit Scheibenbremsen | |
| Fahrerassistenzsysteme                                           | Antiblockiersystem (ABS), Elektronisches Stabilitäts-Programm (ESP), Antriebsschlupfregelung (ASR), Bremsassistent (BAS), Dauer-Brems-Limiter (DBL), Front Collision Guard (FCG), Rückfahrpilot mit optischer Anzeige im Außenspiegel, Spurassistent (SPA) (Sonderausstattung), Abstandsregeltempomat (ART) (Sonderausstattung), Active Brake Assist (ABA) (Sonderausstattung) | Antiblockiersystem (ABS), Elektronisches Stabilitäts-Programm (ESP), Antriebsschlupfregelung (ASR), Bremsassistent (BAS), Dauer-Brems-Limiter (DBL), Front Collision Guard (FCG), Rückfahrpilot mit optischer Anzeige im Außenspiegel, Spurassistent (SPA) (Sonderausstattung), Abstandsregeltempomat (ART) (Sonderausstattung), Active Brake Assist (ABA) (Sonderausstattung) | Antiblockiersystem (ABS), Elektronisches Stabilitäts-Programm (ESP), Antriebsschlupfregelung (ASR), Bremsassistent (BAS), Dauer-Brems-Limiter (DBL), Front Collision Guard (FCG), Rückfahrpilot mit optischer Anzeige im Außenspiegel, Spurassistent (SPA) (Sonderausstattung), Abstandsregeltempomat (ART) (Sonderausstattung), Active Brake Assist (ABA) (Sonderausstattung) |
| Zulässiges Gesamtgewicht                                         | 18.000 kg | 24.000 kg | 24.000 kg |
| Zulässiges Gesamtgewicht auf der Vorderachse                     | 7100 kg | 7100 kg | 7100 kg |
| Zulässiges Gesamtgewicht auf der Antriebsachse                   | 11.500 kg | 11.500 kg | |
| Zulässiges Gesamtgewicht auf der Nachlaufachse                   | - | 5750 kg | 5750 kg |
| Beförderungskapazität Fahrgäste bei 3-/4-/5-Sterne-Ausführung    | 51/46/40 | 55/50/46 | 59/54/50 |
| Kofferraumvolumen ohne Toilette, ohne Fahrerruheraum             | ca. 9,6 m³ | ca. 9,6 m³ | ca. 12,2 m³ |
| Kofferraumvolumen mit Toilette, ohne Fahrerruheraum              | ca. 8,4 m³ | ca. 8,4 m³ | ca. 11,0 m³ |
| Kofferraumvolumen mit Toilette, mit Fahrerruheraum               | ca. 8,2 m³ | ca. 8,2 m³ | ca. 10,8 m³ |
| Tankinhalt                                                       | ca. 490 l | ca. 475 l | ca. 475 l |